# Can Galzeran
Can Galzeran o Can Galceran és una masia situada al municipi d'Espinelves a la comarca d'Osona i inclosa a l'Inventari del Patrimoni Arquitectònic de Catalunya..

## Descripció
És una masia de planta rectangular (6 x 10 m), coberta a dues vessants i amb el carener perpendicular a la façana, situada a migdia. Consta de planta baixa i un pis. El voladís dels ràfecs és escàs. La façana principal presenta dos portals rectangulars amb llinda de fusta, dos cossos adossats a la planta baixa, coberts a una vessant, un d'ells destinat a forn. Al primer pis s'obren dues finestres, descentrades i amb ampits de pedra. Davant aquesta façana hi ha restes d'un mur de paret seca, de forma semicircular, que devia tancar l'antiga era. A llevant presenta una finestra a la planta i una al primer pis. El sector nord i oest estan parcialment coberts per les bardisses i presenten poques obertures. La casa ha estat arranjada en alguns aspectes de consolidació i conducció d'aigües, però caldria arreglar l'entorn.

## Història
La masia és situada prop del turó de la Rovira, prop del veïnat de França i envoltada de plantacions d'avets.
Malgrat que l'edifici sembla construït entre els segles XVII i XVIII, moment d'expansió del municipi, l'única data constructiva que tenim és la que consta al portal dret de la façana principal, 1942.